# Platyrinchidae
Los platirínquidos (Platyrinchidae) son una familia de aves paseriformes nativas de la América tropical (Neotrópico), donde se distribuyen desde el sur de México hasta el norte de Argentina. Agrupa a 3 géneros situados antes en la familia Tyrannidae y cuya separación ha sido propuesta con base en estudios recientes. Sin embargo, esta separación no ha sido adoptada todavía por las principales clasificaciones.

## Taxonomía
Los amplios estudios genético-moleculares realizados por Tello et al. (2009) descubrieron una cantidad de relaciones novedosas dentro de la familia Tyrannidae que todavía no están reflejados en la mayoría de las clasificaciones. Siguiendo estos estudios, Ohlson et al. (2013) propusieron dividir Tyrannidae en 5 familias, entre las cuales Platyrinchidae Bonaparte, 1854 agrupando a tres géneros. El Comité Brasileño de Registros Ornitológicos (CBRO) adopta dicha familia Platyrinchidae, mientras el South American Classification Committee (SACC) aguarda propuestas para analisar los cambios.

### Cladograma propuesto para la familia Platyrinchidae
De acuerdo a Ohlson et al. 2013, queda así la posición y composición de la familia:
|                          | Pipridae |
|                          | |
|                          | Cotingidae |
|                          | |
| Superfamilia Tyrannoidea | \| \| Oxyruncidae \| \| \| \| \| \| Onychorhynchidae \| \| \| \| \| \| Tityridae \| \| \| \| \| \| Pipritidae \| \| \| \| \| \| Platyrinchidae: Calyptura, Platyrinchus, Neopipo \| \| \| \| \| \| Tachurisidae \| \| \| \| \| \| Rhynchocyclidae \| \| \| \| \| \| Tyrannidae \| \| \| \| |
|                          | \| \| Oxyruncidae \| \| \| \| \| \| Onychorhynchidae \| \| \| \| \| \| Tityridae \| \| \| \| \| \| Pipritidae \| \| \| \| \| \| Platyrinchidae: Calyptura, Platyrinchus, Neopipo \| \| \| \| \| \| Tachurisidae \| \| \| \| \| \| Rhynchocyclidae \| \| \| \| \| \| Tyrannidae \| \| \| \| |
|                          | Oxyruncidae |
|                          | |
|                          | Onychorhynchidae |
|                          | |
|                          | Tityridae |
|                          | |
|                          | Pipritidae |
|                          | |
|                          | Platyrinchidae: Calyptura, Platyrinchus, Neopipo |
|                          | |
|                          | Tachurisidae |
|                          | |
|                          | Rhynchocyclidae |
|                          | |
|                          | Tyrannidae |
|                          | |

|  | Oxyruncidae                                      |
|  |                                                  |
|  | Onychorhynchidae                                 |
|  |                                                  |
|  | Tityridae                                        |
|  |                                                  |
|  | Pipritidae                                       |
|  |                                                  |
|  | Platyrinchidae: Calyptura, Platyrinchus, Neopipo |
|  |                                                  |
|  | Tachurisidae                                     |
|  |                                                  |
|  | Rhynchocyclidae                                  |
|  |                                                  |
|  | Tyrannidae                                       |
|  |                                                  |

## Lista sistemática de géneros y especies
Según Ohlson et al. 2013, agruparía a los siguientes géneros, los nombres vulgares en español son los adoptados por la Sociedad Española de Ornitología (SEO), salvo los entre paréntesis:

### GéneroCalyptura
- Calyptura cristata, cotinguita reyezuelo

### GéneroPlatyrinchus
- Platyrinchus saturatus, picoplano cresticanela
- Platyrinchus cancrominus, picoplano rabón
- Platyrinchus flavigularis, picoplano gorgiamarillo
- Platyrinchus coronatus, picoplano coronado
- Platyrinchus mystaceus, picoplano bigotudo
- Platyrinchus platyrhynchos, picoplano crestiblanco
- Platyrinchus leucoryphus, picoplano alirrufo

### GéneroNeopipo
- Neopipo cinnamomea, mosquerito canelo